# Raimundo Teodorico de Castro e Silva
Raimundo Teodorico de Castro e Silva (Cascavel, 9 de novembro de 1837 — Rio de Janeiro, agosto de 1902) foi um bacharel em direito, magistrado e político brasileiro.
Filho do major José Marcos de Castro e Silva, que foi deputado provincial do Ceará em 1848, tabelião publico e escrivão do crime na vila de Cascavel e oficial do registro daquela comarca, e de Teresa Carlota de Saboia Castro. Eram seus irmãos o tenente-coronel Aderbal Tito de Castro e Silva e o padre Sisenando Marcos de Castro e Silva, que também foram deputados provinciais. Bisneto de Joseph Baltazar Augeri, o patriarca da família Saboia do Ceará.
Transportando-se para Pernambuco, matriculou-se na Faculdade de Direito de Recife e recebeu o diploma de bacharel em 1863. Foram seus colegas de formatura, entre outros: Franklin Távora, Joaquim Pauleta de Bastos Oliveira, Francisco Amintas da Costa Barros e José Joaquim Domingues Carneiro.
Regressando ao Ceará exerceu interinamente o cargo de promotor de Cascavel e foi despachado juiz municipal do termo de Ipu, onde fez o quatriênio; mais tarde foi nomeado juiz de direito da comarca de Buíque donde foi removido para a de Bezerros, Pernambuco.
Foi presidente da província do Piauí, de 1 de outubro de 1884 a 1 de setembro de 1885.
Aposentou-se como juiz da comarca de Itaboraí, com as honras de desembargador e deputado nos biênios de 1864-65, 1868-69 e 1878-79.
Fora casado com Leonor Machado de Castro e Silva, falecida em Bezerros, Pernambuco, em 1 de junho de 1883, aos 31 anos de idade. Era irmã do conselheiro Teodoro Machado. Tiveram filhos:
- José Machado de Castro e Silva (*1876†1943), vice-almirante e ministro do Superior Tribunal Militar;
- Otília Castro e Silva de Vincenzi (†4 de novembro de 1946[5]), casada com Jacomo Antonio de Vincenzi, mãe da diplomata Maria de Lourdes de Castro e Silva de Vincenzi;
- Oscar Machado de Castro e Silva (†29 de novembro de 1924), capitão-de-corveta, inupto, sepultado no Cemitério São João Batista.[6]